# Camponotus chapini
Espèce
Camponotus chapini est une espèce de fourmis qui a été nommée d'après l'ornithologue américain James Paul Chapin (1889-1964).